# Босхарт, Амброзиус
Амброзиус (Амброзий) Босхарт Старший (нидерл. Ambrosius Bosschaert de Oude; 18 января 1573, Антверпен — 1621, Гаага) — южнонидерландский (фламандский) рисовальщик и живописец золотого века нидерландской живописи. Известен прежде всего своими цветочными натюрмортами. Он был также торговцем произведениями искусства, но, прежде всего, признан одним из первых художников, создававших самостоятельную жанровую разновидность натюрмортов с цветами. Подписывал свои произведения монограммой «AB».
Он основал потомственную семью художников, которые продолжили традицию создания живописных натюрмортов из цветов и фруктов и превратили Мидделбург в ведущий центр «цветочной живописи» в Голландской республике.

## Биография
Амброзиус Босхарт родился в Антверпене, где и начал свою деятельность, но большую часть жизни (1587—1613) провел в Мидделбурге в юго-западной части Нидерландов на острове Валхерен (столице провинции Зеландия), куда он переехал с семьей из-за угрозы религиозных преследований протестантов. В возрасте двадцати одного года вступил в городскую Гильдию Святого Луки, а затем стал её деканом. Вскоре после этого Босхарт женился. Его зять Бальтазар ван дер Аст также жил и работал в его мастерской и сопровождал его в путешествиях. Босхарт также работал в Амстердаме (1614), Берген-оп-Зоме (1615—1616), Утрехте (1616—1619) и в Бреде (1619). В 1619 году, когда он переехал в Утрехт, его зять ван дер Аст поступил в Утрехтскую гильдию Святого Луки, деканом которой только что стал известный художник Абрахам Блумарт. Примерно в то же время живописец Рулант Саверей поступил в гильдию Святого Луки в Утрехте. Саверей имел значительное влияние на династию Босхарт.
После того, как Босхарт в 1621 году скончался в Гааге, Бальтазар ван дер Аст взял на себя управление его мастерской и учениками в Мидделбурге. Они поддерживали дело семьи Босхарт, которая просуществовала до середины XVII века. стиль и манеру старшего Босхарта продолжили развивать трое его сыновей Амброзиус Второй (1609–1645), Абрахам (1612–1643) и Йоханнес (1607–1628), а также его зять Бальтазар ван дер Аст.

## Творчество
Амброзиус Босхарт был одним из первых художников, специализировавшихся на цветочных натюрмортах как самостоятельном предмете. Он положил начало традиции натуралистично с иллюзией полной достоверности изображать цветочные букеты, в которые обычно входили тюльпаны и розы, и поэтому можно утверждать, что он создал сам жанр голландской цветочной живописи. Благодаря быстрому развитию голландского художественного рынка XVII века он добился большого успеха, о чём свидетельствует надпись на одной из его картин. Его работы продавались по высоким ценам, хотя он так и не достиг уровня Яна Брейгеля Старшего, антверпенского мастера, внёсшего свой вклад в «цветочный жанр». Возможно, не случайно эта тенденция живописи совпала с национальной одержимостью выращивания экзотических цветов, что сделало их изображения очень востребованными.
На своих картинах Босхарт часто изображал рядом с букетами цветов бабочек, стрекоз, гусениц и маленькие ракушки. Во многих случаях цветы тронуты увяданием, что вводит в композиции Босхарта аллегорический мотив бренности бытия (ванитас).

## Галерея

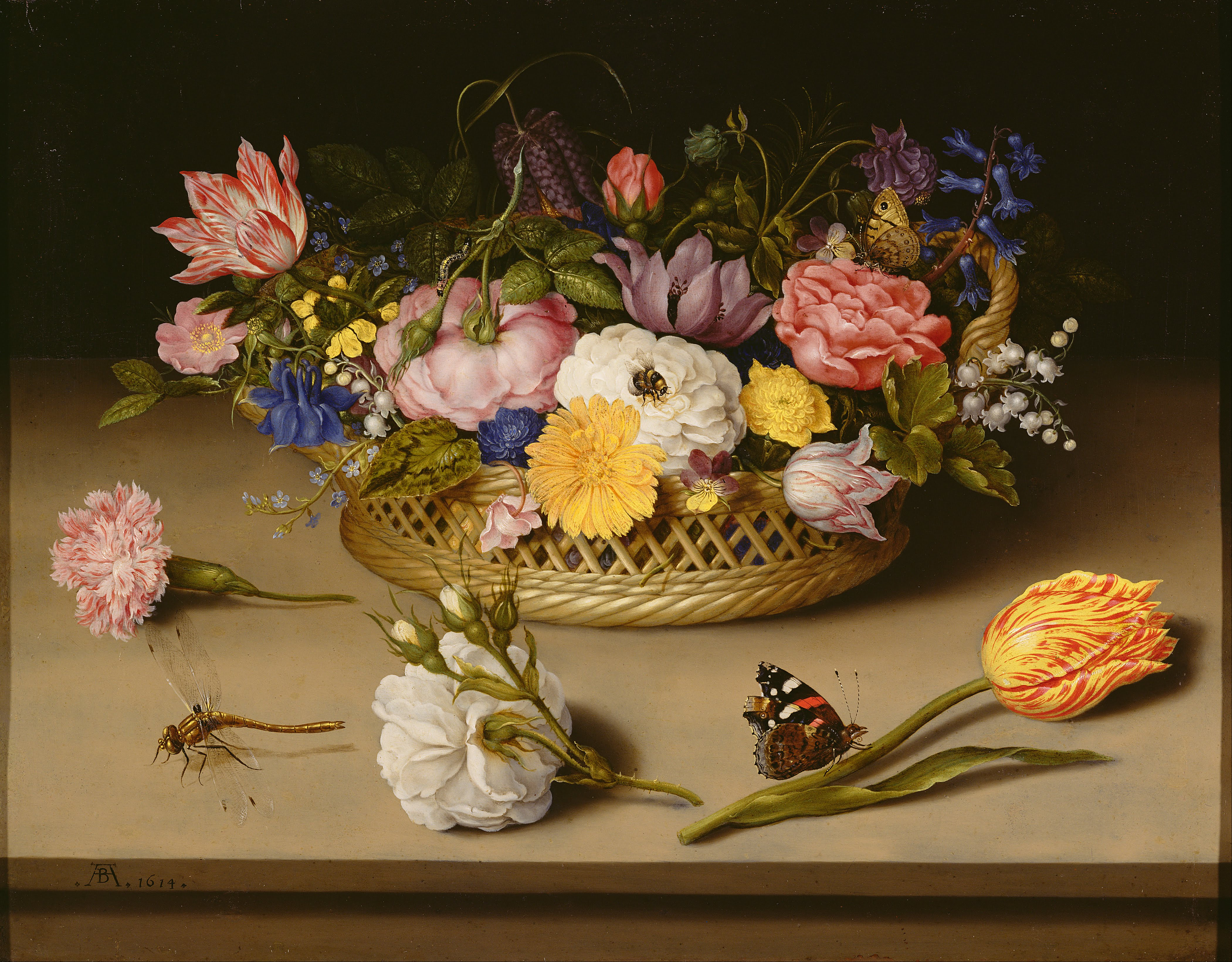
Цветочный натюрморт. 1614. Медь, масло. Центр Гетти, Лос-Анджелес, Калифорния, США
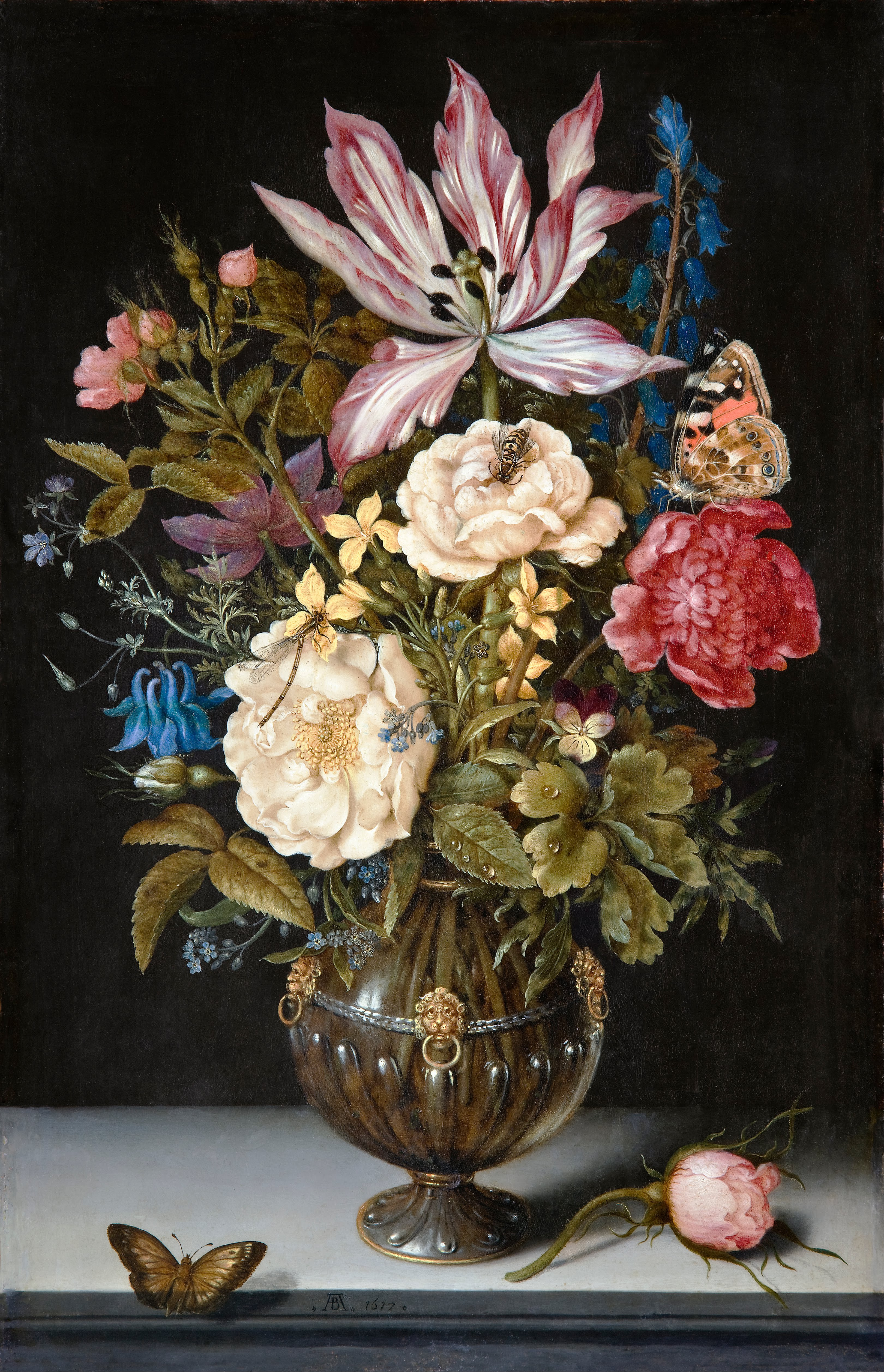
Натюриорт с цветами. 1617. Медь, масло. Халльвюльский музей, Стокгольм
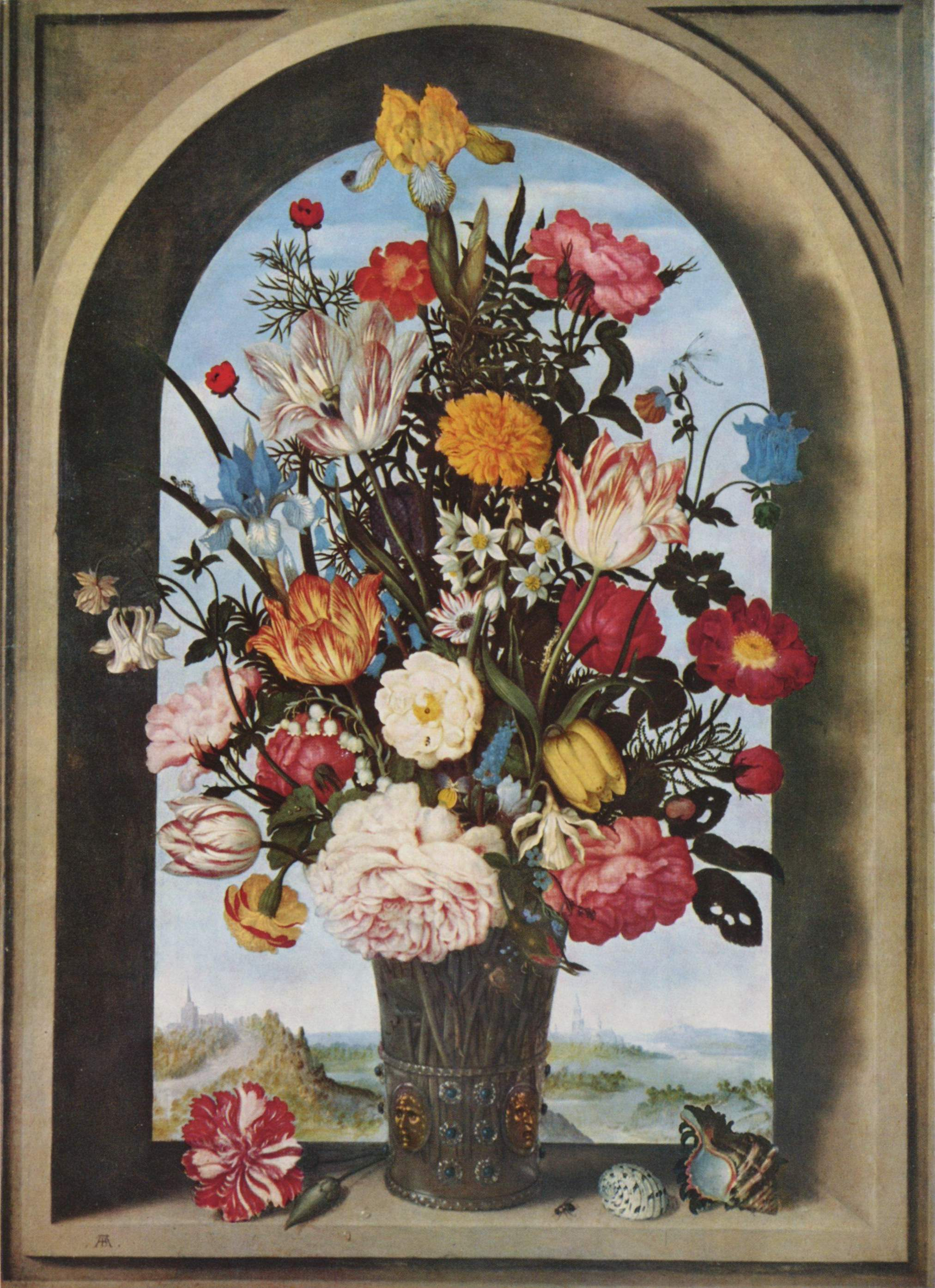
Bаза с цветами в окне. Ок. 1618. Дерево, масло. Маурицхёйс, Гаага
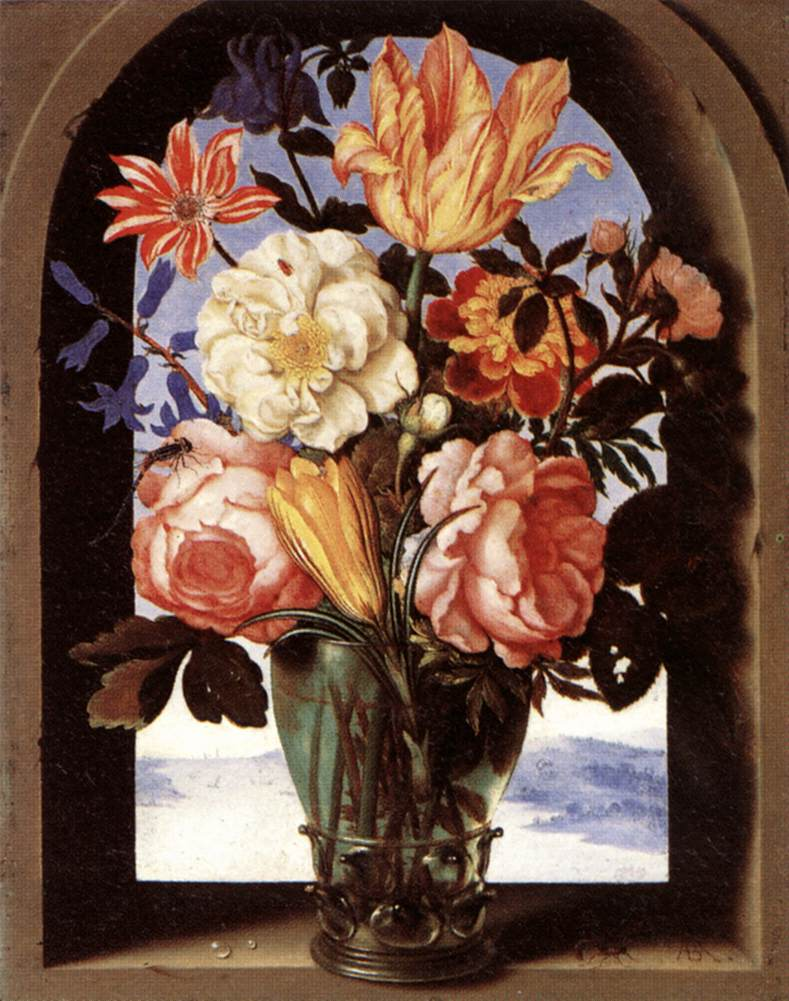
Букет цветов. 1620. Дерево, масло. Лувр, Париж
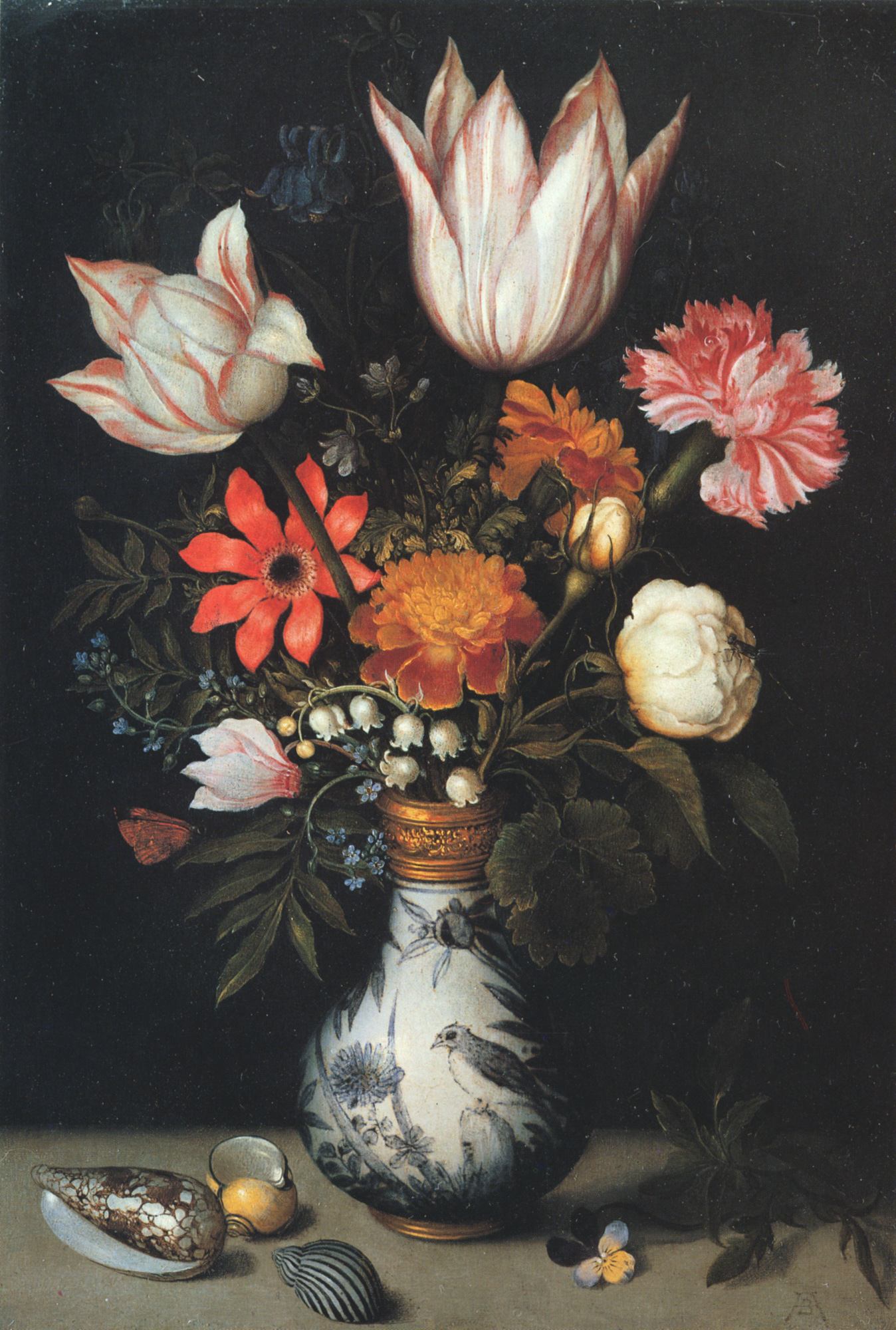
Тюльпаны, розы, розовая и белая гвоздика, незабудки, ландыши и другие цветы в вазе. Ок. 1619. Медь, масло. Частное собрание
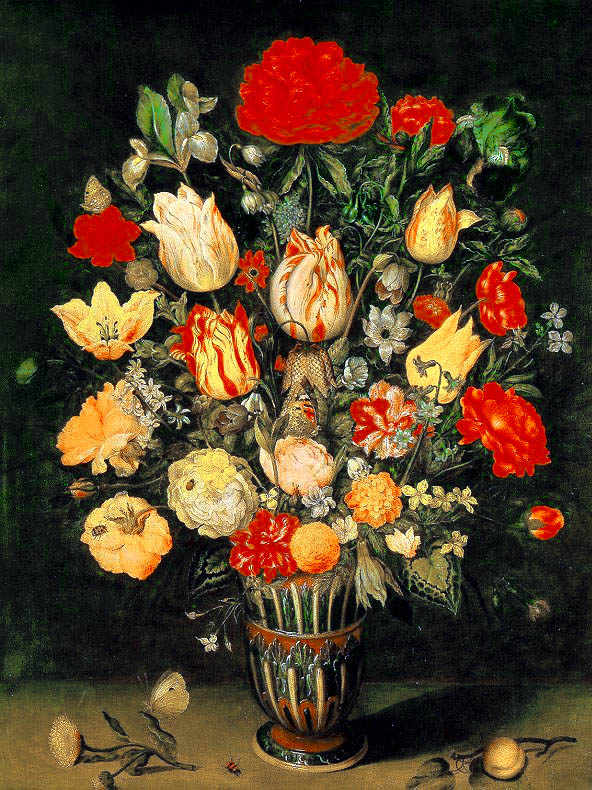
Натюрморт с цветами. Дерево, масло. Старая пинакотека, Мюнхен
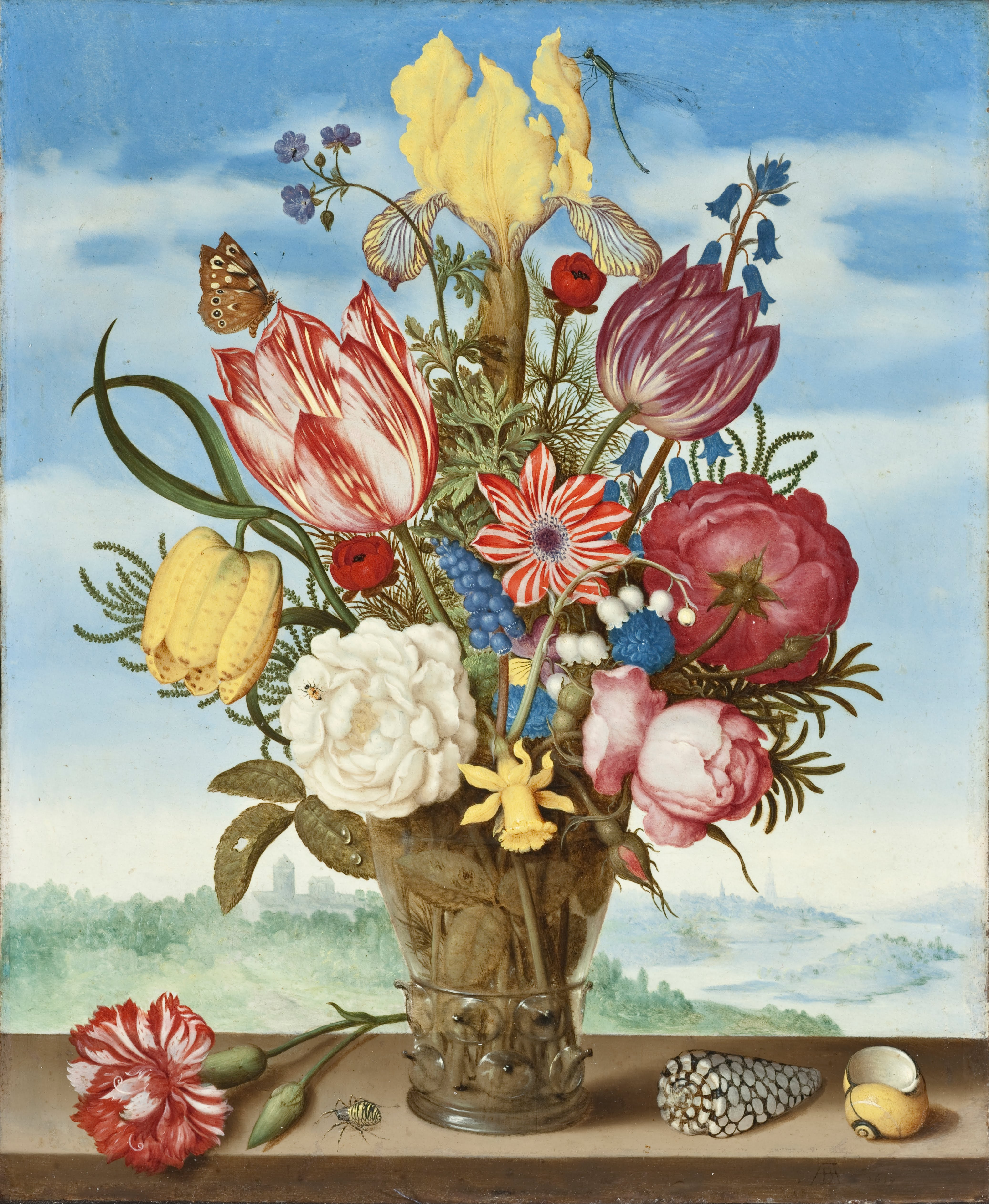
Букет цветов на подоконнике. Ок. 1620. Медь, масло. Музей искусств округа Лос-Анджелес

## Босхарт в кино
Вокруг картины Босхарта «Букет в арочном окне» разворачивается основной сюжет телесериала «Папаши».